# باولو كولونا
باولو كولونا (بالإيطالية: Paolo Colonna)‏ هو دراج إيطالي، ولد في 24 مارس 1987 في ألتامورا في إيطاليا.

## وصلات خارجية
- باولو كولونا على موقع أرشيف الدراجات (الإنجليزية)
- باولو كولونا على موقع إحصائيات الدراجات الإحترافية (الإنجليزية)
- باولو كولونا على موقع نسبة الدراجات (الإنجليزية)